# Rada Najwyższa Mołdawskiej Socjalistycznej Republiki Radzieckiej

## Chronologiczna lista przewodniczących
| Osoba | Osoba                        | Osoba   | Kadencja         | Kadencja         | Partia polityczna             |
| #     | Imię i Nazwisko              | Portret | Od               | Do               | Partia polityczna             |
| ----- | ---------------------------- | ------- | ---------------- | ---------------- | ----------------------------- |
| 1     | Nikita Sałogor (1901–1981)   |         | 8 lutego 1941    | 13 maja 1947     | Komunistyczna Partia Mołdawii |
| 2     | Macarie Radul (1910–1971)    |         | 13 maja 1947     | 26 marca 1951    | Komunistyczna Partia Mołdawii |
| 3     | Semion Cojuhari (1905–1960)  |         | 26 marca 1951    | 17 kwietnia 1959 | Komunistyczna Partia Mołdawii |
| 4     | Iosif Vartician (1910–1982)  |         | 17 kwietnia 1959 | 3 kwietnia 1963  | Komunistyczna Partia Mołdawii |
| 5     | Andrei Lupan (1912–1992)     |         | 3 kwietnia 1963  | 11 kwietnia 1967 | Komunistyczna Partia Mołdawii |
| 6     | Sergiu Rădăuțanu (1926–1998) |         | 11 kwietnia 1967 | 14 lipca 1971    | Komunistyczna Partia Mołdawii |
| 7     | Artiom Lazarev (1914–1999)   |         | 14 lipca 1971    | 10 kwietnia 1980 | Komunistyczna Partia Mołdawii |
| 8     | Pavel Boțu (1933–1987)       |         | 10 kwietnia 1980 | 29 marca 1985    | Komunistyczna Partia Mołdawii |
| 9     | Mihail Lupașcu (1928–)       |         | 29 marca 1985    | 12 lipca 1986    | Komunistyczna Partia Mołdawii |
| 10    | Ion C. Ciobanu (1927–2001)   |         | 12 lipca 1986    | 17 kwietnia 1990 | Komunistyczna Partia Mołdawii |
| 11    | Mircea Snegur (1940–)        |         | 27 kwietnia 1990 | 3 września 1990  | Komunistyczna Partia Mołdawii |
| 12    | Alexandru Moșanu (1932–)     |         | 3 września 1990  | 27 sierpnia 1991 | Front Ludowy Mołdawii         |